# Iván Ivánovich de Rusia
Iván Ivánovich (Иван Иванович) (28 de marzo de 1554 - 19 de noviembre de 1581) fue un zarévich (heredero aparente) de Rusia e hijo de Iván el Terrible, quien lo mató en un ataque de ira.

## Comienzos
Iván fue el segundo hijo de Iván el Terrible con su primera esposa Anastasia Románovna Zajárina. Su hermano era Teodoro. El joven Iván acompañó a su padre durante la Masacre de Nóvgorod a la edad de 15 años. Durante cinco semanas, él y su padre observaron con entusiasmo a los Oprichniks y se retiraron a la iglesia para orar. A los 27 años, Iván era al menos tan culto como su padre y, en su tiempo libre, escribió una biografía sobre Antonio de Siya. Se dice que Ivan salvó una vez a su padre de un intento de asesinato. Un prisionero de Livonia llamado Bykovski levantó una espada contra el zar, solo para ser apuñalado rápidamente por el zarévich.

## Matrimonio
En 1566, se sugirió que Iván, de 12 años, se casara con Virginia Eriksdotter, hija del rey Eric XIV de Suecia, pero esto no sucedió. A la edad de diecisiete años, Iván se comprometió con Eudoxia Sabúrova, quien previamente había sido propuesta como novia para el zar Iván. De hecho, ella había sido una de las doce mujeres que desfilaron ante el zar en un desfile de novias para que él tomara una decisión. El zar había rechazado a Eudoxia como esposa para sí mismo, pero más tarde se casó con el hijo del zar. El zar quería que su nuera produjera un heredero muy rápidamente, y esto no sucedió, por lo que el zar la desterró a un convento y consiguió otra esposa para su hijo. 
Esta segunda esposa fue Praskovia Solovaya, quien rápidamente corrió la misma suerte que su predecesora y también fue recluida en un convento. Luego, el zar consiguió una tercera esposa para su hijo, Yelena Shereméteva, a quien se descubrió que estaba embarazada en octubre de 1581. Presuntamente, ese niño sufrió un aborto espontáneo en la época en que Iván murió a manos de su padre en noviembre de 1581.

## Muerte

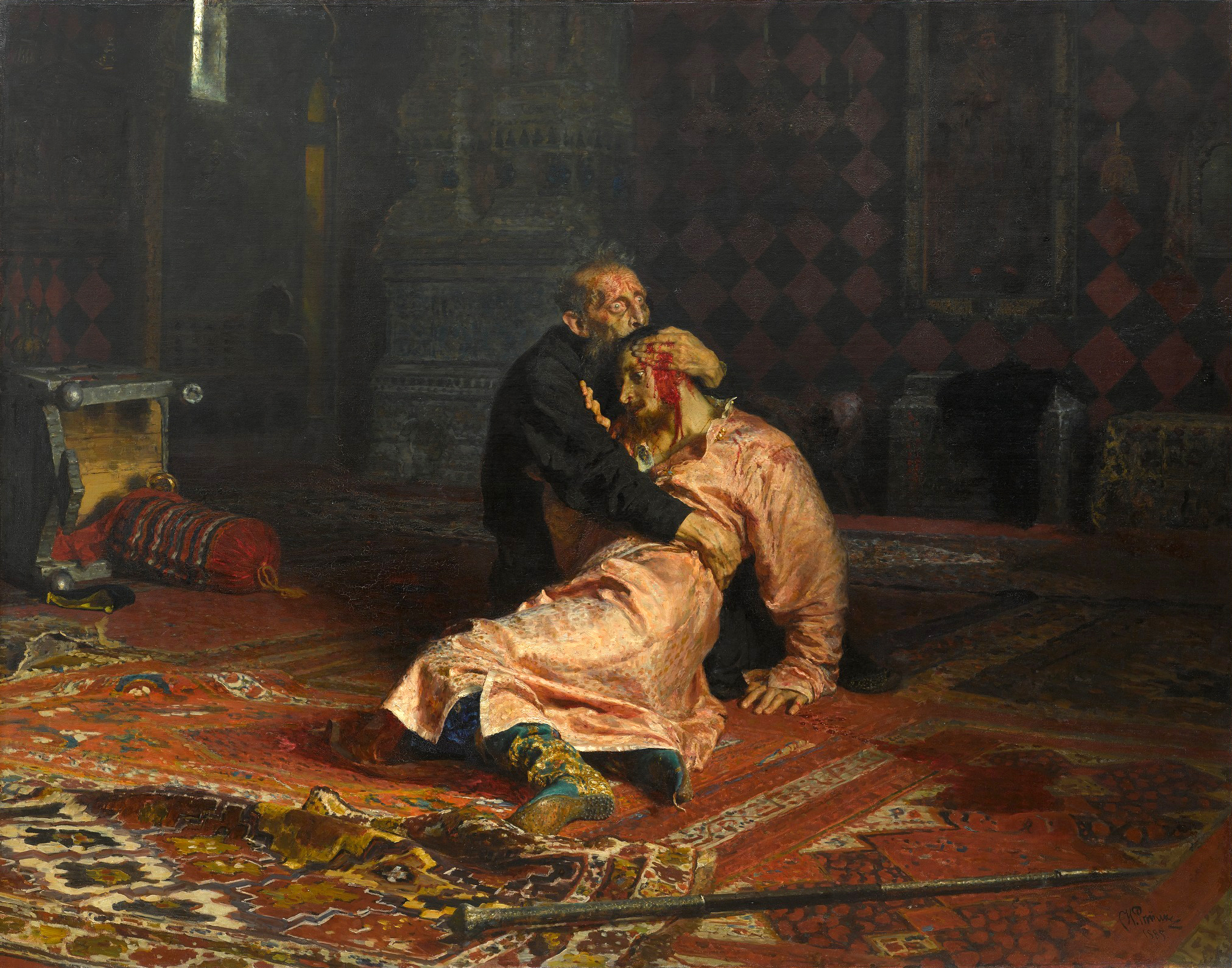
Iván el Terrible y su hijo por Iliá Repin, 1885. Galería Tretiakov

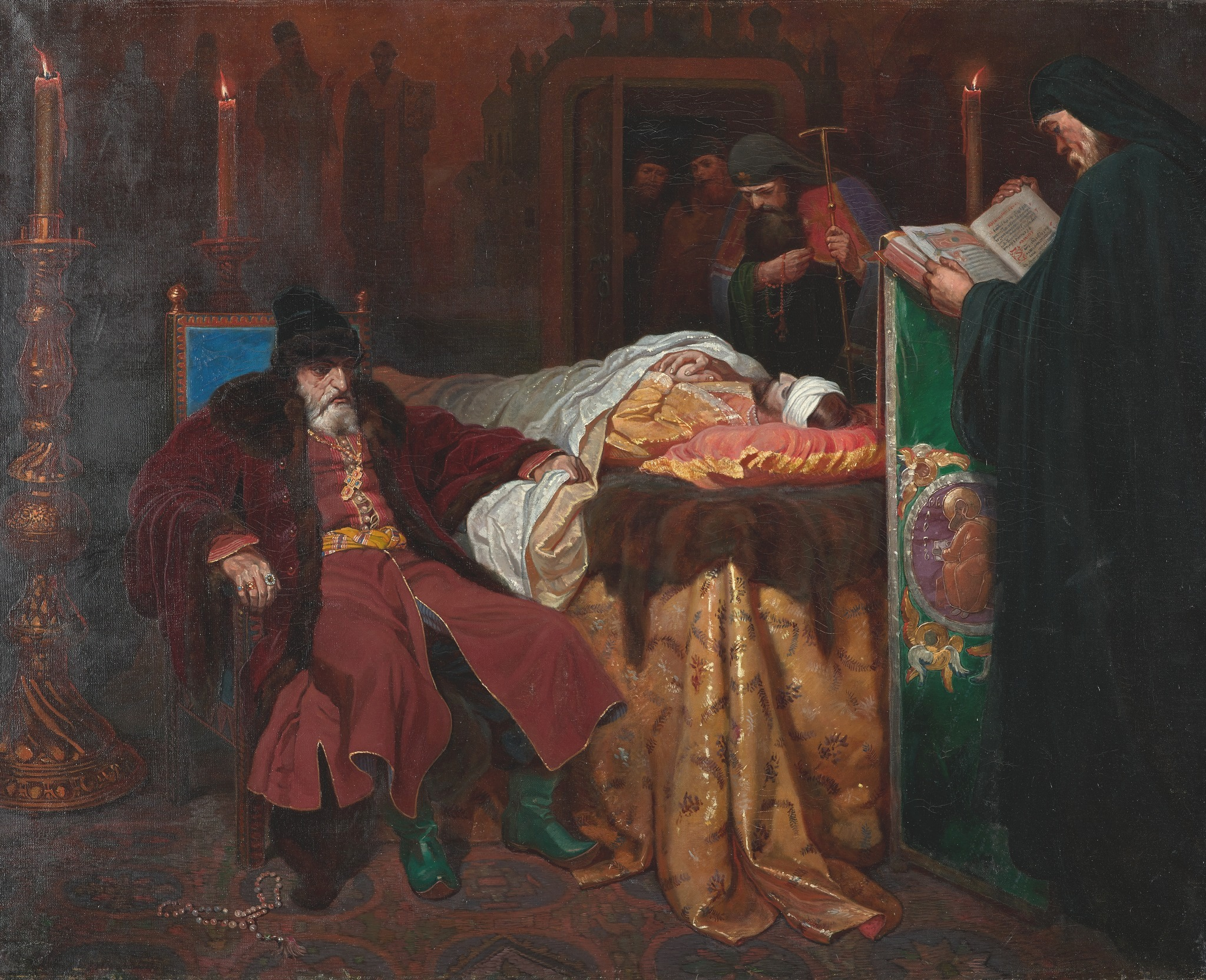
Ivan el Terrible acompañando a su hijo por Viacheslav Schwarz, 1864. Galería Tretiakov

Se cree que Iván Ivánovich fue asesinado por su padre, Iván el Terrible.
La relación de Iván Ivánovich con su padre comenzó a deteriorarse durante las últimas etapas de la guerra de Livonia. Enojado con su padre por sus fracasos militares, Iván exigió que le diera el mando de algunas tropas para liberar a la sitiada Pskov.
Su relación se deterioró aún más cuando el 15 de noviembre de 1581, el zar, después de ver a su nuera embarazada vistiendo ropa ligera poco convencional, la agredió físicamente. Al escuchar sus gritos, el zarévich se apresuró a defender a su esposa, gritando enojado: «Enviaste a mi primera esposa a un convento sin razón, hiciste lo mismo con mi segunda, y ahora golpeas a la tercera, provocando la muerte del hijo que ella lleva en su vientre». Posteriormente, Yelena sufrió un aborto espontáneo.
El zarévich confrontó a su padre sobre el asunto, solo para cambiar el tema a su insubordinación con respecto a Pskov. El zar acusó a su hijo de incitar a la rebelión, lo que el zarévich negó, pero se aferró con vehemencia a la opinión de que Pskov debería ser liberado. Enfurecido, el padre de Iván lo golpeó en la cabeza con su cetro.
Borís Godunov, que estaba presente en el lugar, intentó intervenir pero él mismo recibió golpes. El joven Iván cayó, apenas consciente y con una herida sangrante en la sien. El anciano Iván inmediatamente se arrojó sobre su hijo, besando su rostro y tratando de detener el sangrado, mientras lloraba repetidamente: «¡Maldito sea! ¡He matado a mi hijo! ¡He matado a mi hijo!». Iván el Joven recuperó brevemente la conciencia y se dice que dijo: «Muero como un hijo devoto y el más humilde servidor». Durante los días siguientes, el zar rezó incesantemente por un milagro, pero fue en vano, y el zarévich murió el 19 de noviembre de 1581.
La muerte de Iván tuvo graves consecuencias para Rusia, ya que no dejó un heredero competente al trono. Después de la muerte del zar en 1584, su hijo Teodoro, que no estaba preparado, lo sucedió con Godunov como gobernante de facto. Después de la muerte de Teodoro I, Rusia entró en un período de incertidumbre política conocido como la Época de la Inestabilidad.